# Couhé
Pour le nom de famille, voir Coué.
Couhé ou encore Couhé-Vérac est une ancienne commune du Centre-Ouest de la France, située dans le département de la Vienne en région Nouvelle-Aquitaine.
Ses habitants sont appelés les Coéciens.

## Géographie
La commune de Couhé se situe au sud-ouest du département de la Vienne, à 35 km de Poitiers, à 45 min du Futuroscope, à proximité des départements des Deux-Sèvres et de la Charente, dans le pays civraisien, dans le seuil du Poitou.
Couhé est traversé par la Dive du Sud, rivière temporaire qui devient permanente sur la commune de Couhé, et qui poursuit son cours jusqu'à Voulon où elle se jette dans le Clain, lui-même affluent de la Vienne.
Le nom de Couhé pourrait dériver de nom latin d'un propriétaire terrien nommé Colnacio. Du XIe au XIVe siècle, le nom du village s'est écrit Cohec, Coec, et parfois Coyhet. À la seconde moitié du XIVe siècle apparaît la forme de Couhec ou Couhé.
L'adjonction de Vérac apparait au XVIIe siècle, époque où l'ancienne baronnie devint un marquisat.

## Toponymie
Le nom de Couhé pourrait provenir de "Colnacio" qui lui-même pourrait dériver du nom d'un propriétaire terrien. En effet,
l’anthroponyme gallo-romain  "Colnacio" avec son suffixe latin de propriété "-acum" a pu devenir au cours des temps "-ec" puis "-é".

## Histoire
Couhé a été un centre féodal important ayant appartenu à la puissante famille de Lusignan, au moins dès 1024.
Couhé a aussi été un centre important de la Religion Réformée aux XVIe et XVIIe siècles. Le seigneur de Couhé était alors le marquis de Vérac. La plupart des maisons étaient construites en bois et avaient leur premier étage en surplomb. Il est possible d'en voir un exemplaire rue Bigeon-Croisil qui date du XVe siècle.
Au XVIIe siècle, une réorganisation de la poste au sein du royaume de France va permettre de redonner vie à ce bourg se situant dorénavant sur la route Paris-Bordeaux.
Par lettres patentes de février 1652, la baronnie de Couhé, et les terres de Châtillon, Pairé, Céaux, Vaux-et-Brux, Rom, Messé, Vérines, Vanzay et Sainte-Soline sont érigées en marquisat de Couhé-Vérac en faveur d'Olivier de Saint-Georges, lieutenant général et commandant en Poitou.
Couhé accueille favorablement les avancées de la Révolution française. Elle plante ainsi son arbre de la liberté, symbole de la Révolution. Il devient le lieu de ralliement de toutes les fêtes et des principaux événements révolutionnaires, comme la fête de l’anniversaire de la fondation de la République, le 22 septembre.
Pendant la Seconde Guerre mondiale, un camp de prisonniers de l’armée d'Afrique est établi par les Allemands à Couhé : ils sont affectés aux travaux agricoles dans le canton. Progressivement, ils sont renvoyés en Afrique par l’occupant ; un certain nombre d’entre eux ont disparu.
Le 1er janvier 2019, elle devient une commune déléguée de Valence-en-Poitou aux côtés de Ceaux-en-Couhé, Châtillon, Payré et Vaux. La création de la commune de Valence est actée par un arrêté préfectoral du 22 novembre 2018.

## Politique et administration

### Liste des maires

#### Maires
| Période   | Période      | Identité              | Étiquette     | Qualité                                                                                |
| --------- | ------------ | --------------------- | ------------- | -------------------------------------------------------------------------------------- |
| 1837      | 1850         | Charles Isaac Hastron |               | Avocat, ancien substitut du Procureur impérial, conseiller général (1833-1848)         |
| ?         | ?            | Jean-Pierre Hastron   |               | Docteur en médecine, conseiller général (1848-1867, 1871-1872)                         |
| ?         | ?            | Paul Cousin           |               | Médecin, conseiller général (1919-1940 puis nommé conseiller départemental (1943-1945) |
| 1935      | 1941         | Roger Bouffard        | Rad.ind.      | Conseiller général (1945-1953)                                                         |
| 1977      | 1995         | Roger Sénelier        | PS            |                                                                                        |
| 1995      | mars 2008    | Léone Couturier       | DVD           |                                                                                        |
| mars 2008 | mars 2014    | Bernard Gaborit       | DVG           |                                                                                        |
| mars 2014 | janvier 2019 | Vincent Béguier       | DVG puis LREM | Directeur recherche et développement                                                   |

#### Maires délégués
| Période      | Période   | Identité         | Étiquette     | Qualité                              |
| ------------ | --------- | ---------------- | ------------- | ------------------------------------ |
| janvier 2019 | mars 2020 | Vincent Béguier  | DVG puis LREM | Directeur recherche et développement |
| mars 2020    | En cours  | Grégoire Chastel |               |                                      |

### Instances judiciaires et administratives
La commune relève du tribunal d'instance de Poitiers, du tribunal de grande instance de Poitiers, de la cour d'appel de Poitiers, du tribunal pour enfants de Poitiers, du conseil de prud'hommes de Poitiers, du tribunal de commerce de Poitiers, du tribunal administratif de Poitiers et de la cour administrative d'appel de Bordeaux, du tribunal des pensions de Poitiers, du tribunal des affaires de la Sécurité sociale de la Vienne, de la cour d’assises de la Vienne.

### Services publics
Les réformes successives de la Poste ont conduit à la fermeture de nombreux bureaux de poste ou à leur transformation en simple relais. Toutefois, la commune a pu maintenir le sien.

## Démographie
L'évolution du nombre d'habitants est connue à travers les recensements de la population effectués dans la commune depuis 1793. Pour les communes de moins de 10 000 habitants, une enquête de recensement portant sur toute la population est réalisée tous les cinq ans, les populations de référence des années intermédiaires étant quant à elles estimées par interpolation ou extrapolation. Pour la commune, le premier recensement exhaustif entrant dans le cadre du nouveau dispositif a été réalisé en 2007.

En 2016, la commune comptait 1 855 habitants, en stagnation par rapport à 2010 (Vienne : +0,6 %, France hors Mayotte : +2,11 %).
| 1793  | 1800 | 1806  | 1821  | 1831  | 1836  | 1841  | 1846  | 1851  |
| ----- | ---- | ----- | ----- | ----- | ----- | ----- | ----- | ----- |
| 1 221 | 936  | 1 218 | 1 309 | 1 627 | 1 694 | 1 913 | 1 959 | 1 988 |

| 1856  | 1861  | 1866  | 1872  | 1876  | 1881  | 1886  | 1891  | 1896  |
| ----- | ----- | ----- | ----- | ----- | ----- | ----- | ----- | ----- |
| 1 887 | 1 892 | 1 893 | 1 749 | 1 757 | 1 839 | 1 861 | 1 853 | 1 835 |

| 1901  | 1906  | 1911  | 1921  | 1926  | 1931  | 1936  | 1946  | 1954  |
| ----- | ----- | ----- | ----- | ----- | ----- | ----- | ----- | ----- |
| 1 809 | 1 884 | 1 896 | 1 748 | 1 704 | 1 701 | 1 816 | 1 943 | 1 947 |

| 1962  | 1968  | 1975  | 1982  | 1990  | 1999  | 2006  | 2007  | 2012  |
| ----- | ----- | ----- | ----- | ----- | ----- | ----- | ----- | ----- |
| 1 948 | 1 897 | 1 906 | 1 806 | 1 706 | 1 783 | 1 840 | 1 849 | 1 814 |

| 2016  | - | - | - | - | - | - | - | - |
| ----- | - | - | - | - | - | - | - | - |
| 1 855 | - | - | - | - | - | - | - | - |

La densité de population de la commune est de 204 hab./km2. Celle du département est  de 61 hab./km2. Elle est de 68 hab./km2 pour la région Poitou-Charentes et de 115 hab./km2 pour la France (INSEE - 2008).

## Économie

### Agriculture
Selon la direction régionale de l'Alimentation, de l'Agriculture et de la Forêt de Poitou-Charentes, il n'y a plus que 10 exploitations agricoles en 2010 contre 14 en 2000. 
Les surfaces agricoles utilisées ont augmenté de 15 % et sont passées de 815 hectares en 2000 à 945 hectares en 2010. Ces chiffres indiquent une concentration des terres sur un nombre plus faible d’exploitations. Cette tendance est conforme à l’évolution  constatée sur tout le département de la Vienne puisque de 2000 à 2007, chaque exploitation a gagné en moyenne 20 hectares .
53 % des surfaces agricoles sont destinées à la culture des céréales (blé tendre essentiellement mais aussi du maïs), 33 % pour les oléagineux (colza essentiellement et tournesol), 4 % pour le fourrage et 1 % reste en herbes. 
3 exploitations en 2010 comme en 2000 un élevage d'ovins (32 têtes en 2010 contre 60 têtes en 2000). L'élevage de bovins a disparu en 2010 (123 têtes sur 3 fermes en 2000) et a été remplacé par un élevage de volailles : 126 têtes sur 6 fermes.
Une foire aux "chèvres de réforme", vieilles chèvres qui ne sont plus bonnes à grand-chose est organisée.

### Commerces
Couhé, étant sur l'axe de communication Paris-Bordeaux, sa principale activité économique fut pendant longtemps d'héberger les voyageurs. Il y eut jusqu'à 40 auberges. Aujourd'hui, il y a encore plusieurs restaurants.
Il y a aussi des garagistes, des supermarchés, des boulangeries, une brocante, un photographe, des boutiques de vêtements et d'électroménager...Au début du 20e siècle, à noter une usine électrique et la scierie Bouffard.

## Culture locale et patrimoine

### Lieux et monuments

#### Patrimoine civil
- Gare de Couhé-Vérac ;

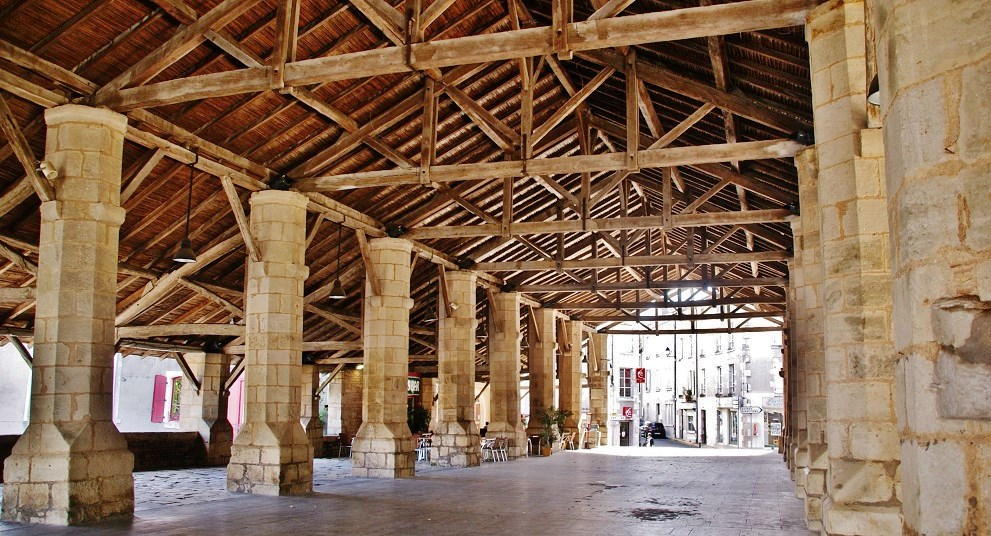
Les halles de Couhé.

- Les Halles à la très belle architecture. Elles ont en pierre. Elles possèdent 56 piliers octogonaux massifs. La charpente imposante est en chêne et les lattes en châtaignier. Elles datent de 1580. Avant la Révolution, la justice y était rendue. Une maison ouvrant sous la halle, même, servait de prison. Elles sont inscrites comme Monument Historique depuis 1941.
- Le château fut construit vers 1020 par Hugues IV de Lusignan sur un éperon rocheux dominant la vallée. Puis le château devint la propriété d'Hugues X de Lusignan, mort en croisade, et de sa femme Isabelle d'Angoulême. En 1309, par la mariage de Jeanne de Lusignan, dame de Couhé, fille d'Hugues XII de Lusignan, il devint la propriété de la famille des Mortemer, devenu seigneur de Couhé  au début de la guerre de Cent Ans. Le château aurait tenu un rôle important pendant cette guerre où ses seigneurs se sont rangés du côté des Anglais. À partir de 1500, le château appartient aux Saint-George. En 1568, Joachim de Saint-George ajoute au nom de Couhé, celui de Vérac, un fief possédé par la famille en limousin. Les Saint-George ayant défendu la cause protestante, leur château est détruit en 1569 par les catholiques. Il est remis en état, et la baronnie érigée en marquisat en 1652. En 1704, César de Saint-George devient seigneur de Couhé. Il décide de reconstruire sur l'emplacement de la vieille demeure un château au "gout du jour". Mais sa construction va durer 32 ans. Il ne sera achevé qu'en 1743. Le dernier des seigneurs de Couhé sera Charles Olivier de Saint-Georges de Vérac, qui fera carrière dans l'armée et sera ambassadeur de France au Danemark, en Russie puis en Suisse. Lors de la Révolution française, ne rentrant pas en France, il est considéré comme émigré. À ce titre, tous ses biens sont confisqués et vendus. Les nouveaux propriétaires du château le démolissent et en vendent les pierres. Seul, le pavillon sud sera sauvé par la municipalité. En janvier 1896, Mme Thiers l'achète. Elle y installe un collège géré par les Frères des écoles chrétiennes, puis en fait donation à l'évêché. Il devint le collège Saint-Martin, appelé aujourd'hui collège La Salle - Saint Martin[15].

#### Patrimoine religieux

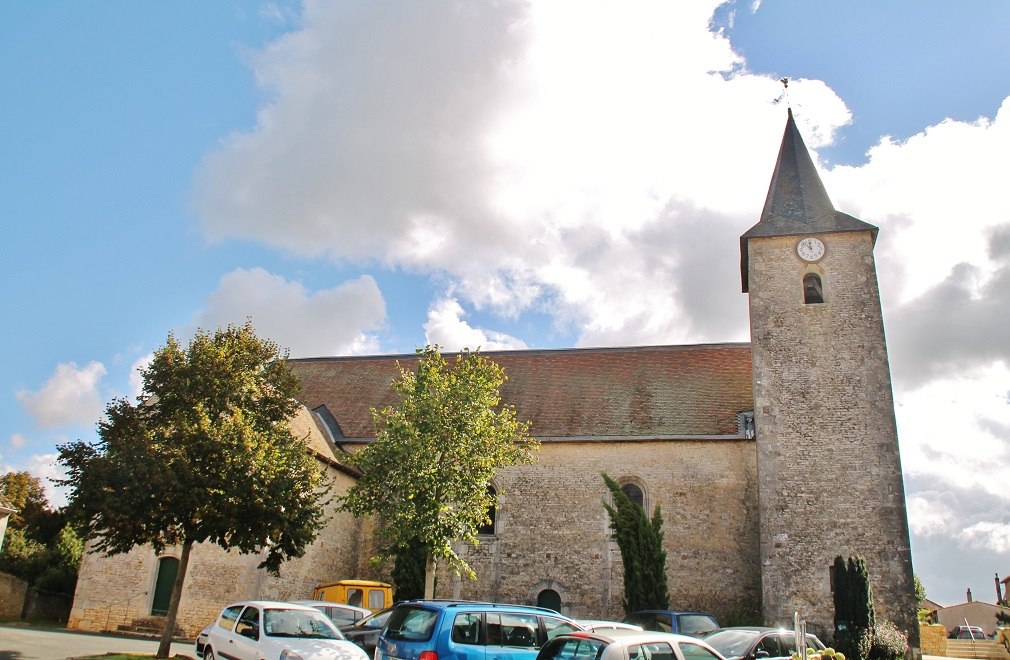
L'église paroissiale Saint-Martin, à Couhé.

- L'église Saint-Martin fut à l'origine, au XIe siècle, un prieuré assez richement doté. Il était construit tout près des fossés du château. L'église a été détruite à plusieurs reprises. Elle est refaite en 1688 à l'emplacement actuel. Le vitrail central représente saint Martin partageant son manteau et les vitraux des parties latérales, des saints poitevins. Le tabernacle à la porte en bois doré provient de l'abbaye de Valence. Le chemin de croix, en mosaïques, date de 1930. Dans l'arche d'entrée, il est possible de voir le blason de la châtellenie de Couhé et des Saint-George. Les trois cloches sont classées Monument Historique depuis 1980. Elles datent respectivement de 1565, 1720 et 1850. La plus ancienne provient de l'abbaye de Valence.
- L'abbaye Notre-Dame de Valence  fut fondée le 6 aout 1230 par Hugues X de Lusignan, comte de la Marche et d'Angoulême, seigneur de Couhé et Isabelle d'Angoulême, veuve du roi d'Angleterre. L'abbatiale, cistercienne, s'imposait par sa grandeur. Avec ses 70 mètres de long, l'église était l'un des monuments les plus importants du Poitou. Son histoire est ponctuée d'une alternance de dégradations et de restaurations. Elle est dévastée en 1358 par les routiers puis par les calvinistes à l'instigation de l'abbé Ponthus de Saint-George, converti à la Réforme. La Révolution française et le manque d'entretien ont provoqué la quasi-disparition de cette abbaye. Du XIIIe siècle datent les deux bâtiments : la porterie et l’hôtellerie. On y remarque, au centre, la belle porte d'entrée ornée, sur le tympan trilobé, d'une fleur de lys. Sur chacun des deux pignons, une fenêtre en arc brisé, surmontée d'une rose à quatre lobes. Le réfectoire des moines est une salle composée de deux nefs de trois travées chacune. Les voûtes reposent sur deux colonnes centrales et huit culs de lampe. Elles s'appuient  sur des contreforts. Cette salle est coupée en deux en hauteur depuis le XVIIe siècle. Au sud, le logis abbatial qui date de 1695. L'ancien réfectoire, le pont sur la Dive, les bornes monastiques sont classés comme Monument Historique depuis 1999 tandis que la grange et la poterie sont inscrites depuis 1997.

Armes de la famille de Saint-Georges, marquis de Vérac : Écartelé: aux 1 et 4, d'argent, à la croix de gueules ; aux 2 et 3, fascé ondé enté d'argent et de gueules de six pièces (de Rochechouart)..

#### Patrimoine naturel
Le bois de la Héronnière est un site classé zone naturelle d’intérêt écologique, faunistique et floristique. Il est situé juste à l’est du village de Couhé, aux confins du département de la Vienne et  du département des Deux-Sèvres. Le sol est composé d’argilo-acide rouge, riche en cailloux et peu profond. Le boisement  sur les pentes est dominé par une chênaie-charmaie où le Chêne pédonculé et le Charme voisinent avec le Merisier, le Tremble et divers érables. Ce boisement est enrichi par des  essences à tendances montagnardes : Tilleul à grandes feuilles, Orme de montagne, Hêtre commun d’Europe. En bas de pente, la boisement  est surtout composé d’Aulne glutineux. Sur le plateau, au sud du bois, se développe une chênaie calcifuge à Chêne sessile et châtaignier. 
Les botanistes connaissent  ce site depuis le XIXe siècle, ce qui permet une comparaison avec la végétation actuelle. Ainsi, il est possible de remarquer que plusieurs essences végétales ont disparu  comme l’Orge d’Europe ou le Pédiculaire des marais.
Une des caractéristiques principales du Bois de la Héronnière réside dans la nette tonalité  montagnarde de sa flore, puisqu’on peut y rencontrer plusieurs plantes rares ou très rares dans les plaines atlantiques, c’est le cas :
- du Framboisier sauvage que l’on peut découvrir aussi  dans la forêt de Moulière et dans celle de Vouillé ;
- de l’Aspérule odorante ;
- de la Véronique des montagnes ;
- de la Lathrée écailleuse, une curieuse plante blanchâtre, dépourvue de chlorophylle qui parasite les racines des noisetiers, des ormes et des aulnes. Très dispersée dans toute la France, cette espèce eurasiatique est également très rare en Poitou-Charentes où le nombre de sites connus en 2008, est inférieur à vingt ;
- de la Laîche appauvrie, une grande Cypéracée  des boisements feuillus, de répartition plutôt méridionale que montagnarde, à l’inverse de la majorité des autres plantes remarquables du site ;
- de l’Androsème officinal ;
- de la Cardère poilue ;
- de la Fritillaire pintade.

L’avifaune du Bois de la Héronnière  est classique des taillis atlantiques, au sein de laquelle on remarquera toutefois la présence du Bouvreuil pivoine, une espèce liée aux boisements frais.

### Personnalités liées à la commune
- Charles Olivier de Saint-Georges de Vérac (1743-1828), militaire et diplomate français des XVIIIe et XIXe siècles.
- Olivier de Saint-Georges de Vérac (1768-1858), militaire et homme politique français des XVIIIe et XIXe siècles.
- Édouard Normand (1818-1896), maire de Nantes de 1885 à 1888, est né à Couhé.
- André Brouillet (1957-1914), peintre académique auteur notamment d'Une leçon clinique à la Salpêtrière, est mort à Couhé. Le collège public porte son nom.
- Édouard de Bergevin (1861-1925), peintre né à Couhé.
- Marcel Renault, né en 1872, frère de l'industriel Louis Renault, y a été victime d'un accident mortel au cours de la course automobile Paris-Madrid, le 24 mai 1903.

### Héraldique
| Blason | Blasonnement : D'argent à la croix de gueules. |

## Sources